# Panamerikanische Spiele 2011/Leichtathletik – Kugelstoßen der Männer

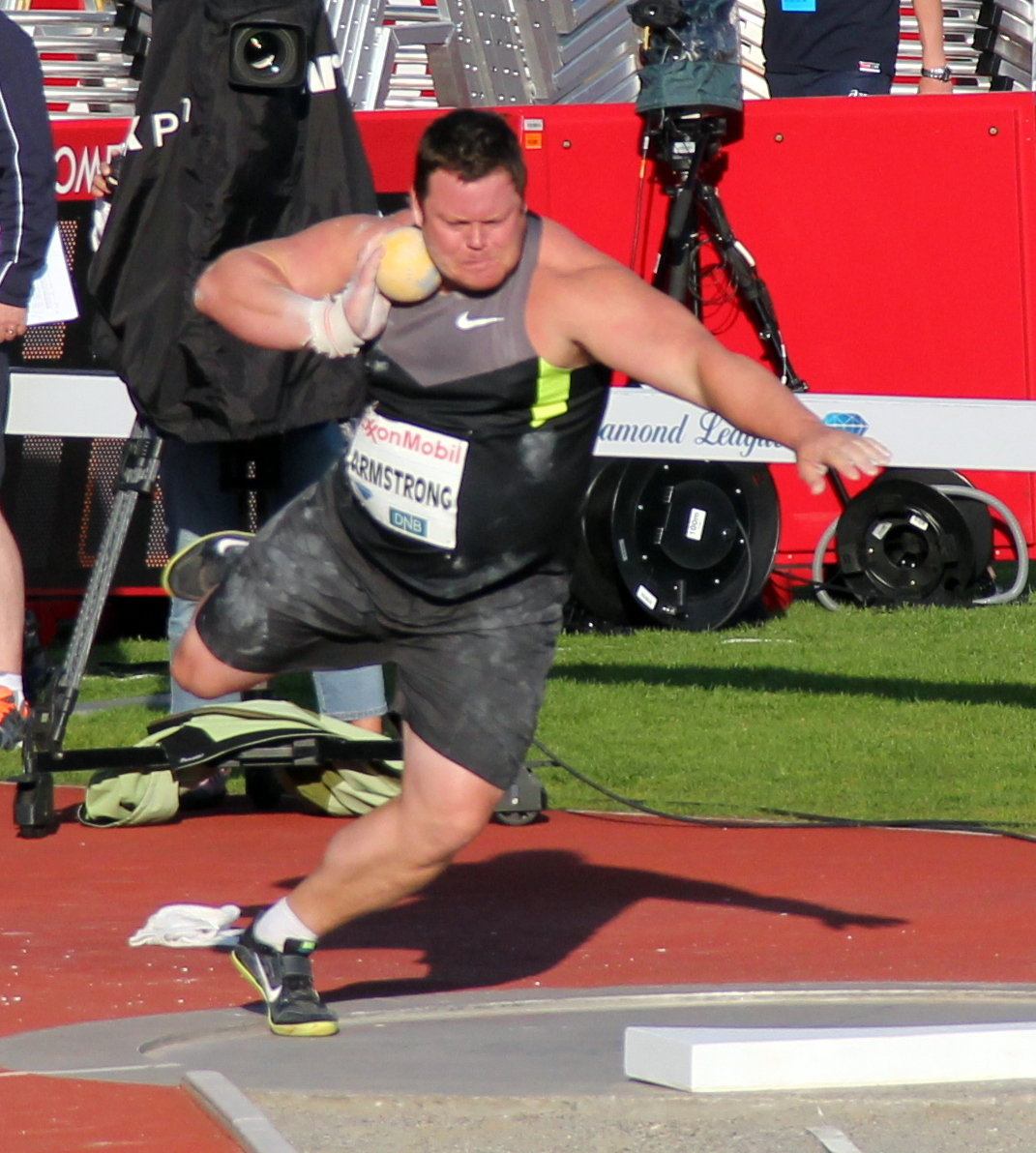
Der Sieger Dylan Armstrong (2012)

Das Kugelstoßen der Männer bei den Panamerikanischen Spielen 2011 fand am 25. Oktober 2011 im Telmex Athletics Stadium in Guadalajara statt.
Zwölf Athleten aus zehn Ländern nahmen an dem Wettbewerb teil. Die Goldmedaille gewann Dylan Armstrong mit 21,30 m, was auch ein neuer Rekord der Panamerikanischen Spiele war. Silber ging an Carlos Véliz mit 20,76 m und die Bronzemedaille sicherte sich Germán Lauro mit 20,41 m.

## Rekorde
Vor dem Wettbewerb galten folgende Rekorde:
| Weltrekord        | Randy Barnes | 23,12 m | Los Angeles, Vereinigte Staaten                                   | 20. Mai 1990   |
| Rekord der Spiele | Reese Hoffa  | 20,95 m | Panamerikanische Spiele in Santo Domingo, Dominikanische Republik | 5. August 2003 |

## Ergebnis
25. Oktober 2011, 15:05 Uhr
| Platz | Athlet            | Land               | 1. Versuch | 2. Versuch | 3. Versuch | 4. Versuch                               | 5. Versuch                               | 6. Versuch                               | Weite (m) |
| ----- | ----------------- | ------------------ | ---------- | ---------- | ---------- | ---------------------------------------- | ---------------------------------------- | ---------------------------------------- | --------- |
|       | Dylan Armstrong   | Kanada             | 20,48      | 20,72      | 20,72      | x                                        | 21,30                                    | x                                        | 21,30 PR  |
|       | Carlos Véliz      | Kuba               | 19,99      | 19,91      | 20,09      | 20,59                                    | 20,76                                    | 20,42                                    | 20,76     |
|       | Germán Lauro      | Argentinien        | x          | 19,40      | 19,54      | x                                        | 20,33                                    | 20,41                                    | 20,41 SB  |
| 4     | Stephen Sáenz     | Mexiko             | 19,54      | 18,96      | 19,09      | 19,05                                    | x                                        | x                                        | 19,54     |
| 5     | Eder César Moreno | Kolumbien          | 18,93      | x          | 19,40      | 19,47                                    | 19,48                                    | 19,35                                    | 19,48 PB  |
| 6     | Noah Bryant       | Vereinigte Staaten | x          | x          | 19,23      | x                                        | x                                        | x                                        | 19,23     |
| 7     | Reynaldo Proenza  | Kuba               | 19,06      | 19,00      | 19,04      | 18,80                                    | 19,05                                    | 19,19                                    | 19,19 SB  |
| 8     | Russell Winger    | Vereinigte Staaten | 19,11      | 18,85      | 18,73      | x                                        | x                                        | x                                        | 19,11     |
| 9     | Ronald Julião     | Brasilien          | 17,94      | x          | x          | nicht im Finale der besten acht Athleten | nicht im Finale der besten acht Athleten | nicht im Finale der besten acht Athleten | 17,94     |
| 10    | Michael Putman    | Peru               | 17,74      | x          | x          | nicht im Finale der besten acht Athleten | nicht im Finale der besten acht Athleten | nicht im Finale der besten acht Athleten | 17,74     |
| 11    | Nicholas Martina  | Argentinien        | x          | 17,33      | 17,29      | nicht im Finale der besten acht Athleten | nicht im Finale der besten acht Athleten | nicht im Finale der besten acht Athleten | 17,33     |
| 12    | Aldo González     | Bolivien           | 17,06      | 17,05      | x          | nicht im Finale der besten acht Athleten | nicht im Finale der besten acht Athleten | nicht im Finale der besten acht Athleten | 17,06     |
|       | O’Dayne Richards  | Jamaika            |            |            |            |                                          |                                          |                                          | DNS       |

Zeichenerklärung:
– = Versuch ausgelassen, x = Fehlversuch